# 托平丘
托平丘（英語：Topping Cone），是南極洲的山丘，它位於羅斯島東部，處於克羅澤角附近，由新西蘭南極名稱諮詢委員會命名，現時由南極條約體系管理。